# Мандес, Михаил Ильич
Михаил Ильич Мандес (1865 или 1866 — 1934) — российский филолог-классик, историк античности, историк искусства.

## Биография
Родился 1 августа 1865 года (по другим источникам, 31 января 1866) в Бессарабской области (указывается также Одесса) в еврейской семье, имевшей турецкое подданство. Окончил 3-ю Одесскую гимназию (1886), после чего поступил на физико-математический факультет Императорского Новороссийского университета.
Через год перевёлся на историко-филологический факультет Новороссийского университета, который окончил с дипломом 1-й степени в 1891 году и был оставлен для подготовки к профессорскому званию; был учеником Э. Р. фон Штерна. В 1894 году принял подданство Российской империи и был назначен на должность приват-доцента университета по кафедре классической филологии. В 1898 году защитил магистерскую диссертацию «Мессенские войны». Вёл курсы по античным авторам (Гомеру, Ксенофонту, Эсхилу, Аристотелю, Цицерону, Горацию, Квинтилиану).
С 1895 года неоднократно командировался за границу для занятий в библиотеках и университетах: был в Греции и Италии (1910), посетил Англию и Германию (1898, 1911), а также Францию, Голландию, Испанию.
По семейным обстоятельствам в 1901 году переехал в Нежин, где 1 июня был избран профессором греческой словесности в историко-филологическом институте князя Безбородко; 29 декабря этого же года в Новороссийском университете защитил докторскую диссертацию «Опыт историко-критического комментария к греческой истории Диодора». 5 мая 1903 года избран (16 августа утверждён) в должности ординарного профессора. Пострадал во время беспорядков в Нежине в октябре 1905 года, находился на лечении в земской больнице.
В 1906 году был уволен из института и вернулся в Одессу, снова на должность приват-доцента Новороссийского университета; с 29 ноября 1919 года — экстраординарный профессор. Также с 1907 года был профессором Высших женских курсов, где преподавал до 1920 года; одновременно, преподавал латинский язык на одногодичных педагогических курсах и в Одесской еврейской мужской гимназии М. М. Иглицкого (позже И. Р. Раппопорта), располагавшейся на Успенской улице, № 58 (угол Александровского проспекта). Сотрудничал в местной прессе. В декабрьской книжке журнала для еврейских детей «Колосья» за 1917 год вышел написанный М. И. Мандесом некролог «Соломон Моисеевич Абрамович (Менделе Мойхер-Сфорим)», рассказывающий детской аудитории о творчестве классика литературы на идише.
В 1920—1930 годах был профессором Одесского института народного образования (ОИНО), созданного на базе педагогического (учительного) института, преподавал в Институте народного хозяйства (немецкий язык), Институте гуманитарных и общественных наук (Гумобин), Художественном институте, Археологическом институте (1922), средних учебных заведениях; с 1925 по 1931 год заведовал кафедрой теории искусств в Художественном институте и библиотекой. В этот период написал несколько искусствоведческих работ («Эстетические теории и творчество художника», 1922; «Теория искусства», 1928). 1 января 1930 года М. И. Мандес был уволен из Института народного образования в связи с несоответствием его курсов требованиям марксистского подхода.
Умер 18 сентября 1934 года и был похоронен на втором одесском христианском кладбище.